# Municipio de Helena (Dakota del Norte)
El municipio de Helena (en inglés: Helena Township) es un municipio ubicado en el condado de Griggs en el estado estadounidense de Dakota del Norte. En el año 2010 tenía una población de 50 habitantes y una densidad poblacional de 0,54 personas por km².

## Geografía
El municipio de Helena se encuentra ubicado en las coordenadas 47°22′32″N 98°19′13″O / 47.37556, -98.32028. Según la Oficina del Censo de los Estados Unidos, el municipio tiene una superficie total de 93.44 km², de la cual 93,19 km² corresponden a tierra firme y (0,27 %) 0,25 km² es agua.

## Demografía
Según el censo de 2010, había 50 personas residiendo en el municipio de Helena. La densidad de población era de 0,54 hab./km². De los 50 habitantes, el municipio de Helena estaba compuesto por el 100 % blancos. Del total de la población el 0 % eran hispanos o latinos de cualquier raza.